# نستان
نستان هي قرية في مقاطعة سردشت، إيران. يقدر عدد سكانها بـ 507 نسمة بحسب إحصاء 2016.

## أعلام
- عزيز خان المكري